# Lucas Pratto
Lucas David Pratto (La Plata, 4 giugno 1988) è un calciatore argentino, attaccante dell'Olimpia.

## Carriera

### Club

#### Inizi e Boca Juniors
Già dalla tenera età di 5 anni inizia a giocare a calcio col calcio a 7 a La Plata, in seguito gioca nelle giovanili dell'Estudiantes (LP), Gimnasia (LP) ed all'età di 14 anni gioca nelle categorie giovanili nona, ottava e settima per i Defensores de Cambaceres, formazione che in quei tempi militava nella terza divisione argentina. A 15 anni, grazie al fratello di Martín Palermo, viene preso dalla scuola calcio del Boca Juniors dove esordisce con la sesta categoria giovanile e poi in prima squadra sotto la guida tecnica di Miguel Ángel Russo.

#### Prestiti a Tigre, Lyn Oslo, Unión e Univ. Católica
Si è trasferito poi al Tigre in prestito. Debutta nel campionato argentino il 16 settembre 2007, nella sconfitta esterna per 2-1 contro il San Lorenzo. Totalizza 13 partite con questa maglia, oltre ad un gol realizzato al San Martín de San Juan il 23 maggio 2008.
Ad agosto dello stesso anno, il Boca cede nuovamente in prestito il calciatore, stavolta al Lyn Oslo. Esordisce per il club norvegese il 15 agosto, in un incontro valido per la Coppa di Norvegia: subentra a Paul Obiefule nel corso dei tempi supplementari della sfida persa per 3-1 contro il Molde. Il 21 agosto giocare il primo incontro nell'Eliteserien, sostituendo questa volta Kim Holmen nella sconfitta per 3-1 contro il Molde: Pratto segna l'unica rete della sua squadra.
Nella nuova stagione rientra al Boca Juniors e il 3 gennaio 2010 viene ceduto in prestito al Unión.
Il 28 giugno dello stesso anno passa con la medesima formula all'Universidad Católica, dove segna 20 gol in 15 partite tra campionato Apertura e coppa. Il 12 giugno 2011 gioca, segnando al 23', la sua ultima partita della stagione nell'Universidad.

#### Genoa
Il 7 luglio 2011 il Genoa ufficializza il suo acquisto con il deposito del contratto. Il 20 agosto 2011 segna la sua prima rete in Coppa Italia nell'incontro Genoa-Nocerina (4-3) e la seconda sempre in Coppa Italia nella vittoria per 3 a 2 ai tempi supplementari contro il Bari, goal che vale la qualificazione al turno successivo contro l'Inter. Il 18 dicembre 2011 riesce a trovare la prima (e unica) rete in campionato, siglando il definitivo 2-1 in Genoa-Bologna.

#### Vélez Sarsfield
Il 7 febbraio 2012 il Genoa ufficializza la sua cessione in prestito per 500.000 euro con diritto di riscatto fissato a 3 milioni al Vélez Sársfield.
Il 23 febbraio 2012 Pratto fa il suo esordio nel Vélez Sársfield in Coppa Libertadores subentrando al 73º al compagno Juan Manuel Martínez sul risultato di 1 a 0 per il Velez contro il Chivas de Guadalajara fornendo l'assist per il 3 a 0 di Federico Insúa, risultato finale dell'incontro.
Il 12 marzo 2012 esordisce anche nel campionato di Primera División entrando al 72º al posto del compagno Mauro Óbolo nella partita vinta con il risultato di 1 a 0 contro l'Olimpo. Il 1º aprile fa il suo esordio da titolare nella partita vinta per 2 a 0 contro il San Lorenzo, lasciando il posto a David Ramirez al 62º.
Il 5 dello stesso mese segna la sua prima rete nel Clausura 2012 infilando la rete dell'Independiente al 22º, partita terminata con il risultato di 1 a 1.
Una settimana dopo segna anche il suo primo gol nella Copa Libertadores a discapito del Chivas siglando la rete del conclusivo 2-0.
Il 2 dicembre 2012 serve a Facundo Ferreyra l'assist per il 2-0 finale contro l'Unión, risultato che permette al Vélez Sársfield di candidarsi campione per la quattordicesima volta nella sua storia con una giornata di anticipo e di qualificarsi alla Coppa Libertadores.
Il 10 gennaio 2013, dopo le richieste dell'allenatore Ricardo Gareca, il Velez lo riscatta a titolo definitivo facendogli firmare un contratto che lo legherà al club fino al 30 giugno 2016..
Il 29 giugno 2013 contro il Newell's Old Boys all'ottavo minuto sigla il goal dell'1-0 che porterà il Velez alla vittoria della Super Final 2013 grazie anche ad un rigore parato da Sebastián Sosa al ventisettesimo.

#### Atlético Mineiro e San Paolo
Il 16 dicembre 2014 si trasferisce all'Atlético Mineiro, dove resta per tre stagioni.
Il 10 febbraio 2017 passa a titolo definitivo al San Paolo, costando una cifra alta per il calciomercato brasiliano, ossia oltre 6 milioni di euro.

#### Il ritorno in patria e il prestito al Feyenoord
Il 9 gennaio 2018 torna in Argentina per vestire la maglia del River Plate, che lo acquista per 11,5 milioni di euro facendone il giocatore più costoso della storia del club. Segna solo 3 gol in campionato. L’11 novembre nella finale di andata della Coppa Libertadores contro il Boca Juniors segna il gol dell’1-1 (2-2 il risultato finale); si ripete il 9 dicembre nella gara di ritorno, segnando il gol del momentaneo 1-1 e contribuendo in maniera decisiva al successo per 3-1 e alla vittoria del trofeo. Il 29 maggio 2019 segna un gol nella finale di ritorno della Recopa Sucamericana contro l’Atletico Paranaense (3-0) vincendo così un altro trofeo. Il 23 novembre dello stesso anno perde la finale di Libertadores contro il Flamengo per 2-1 con un suo errore sul gol del pareggio. Complessivamente in tre anni mette insieme 109 presenze e 26 gol tra tutte le competizioni nazionali e internazionali.
Nel mercato invernale del 2021 si trasferisce al Feyenoord in Olanda con la formula del prestito secco per 6 mesi; debutta il 10 gennaio nel derby vinto per 0-2 contro lo Sparta Rotterdam. Il 9 maggio nella sconfitta per 3-0 con l'Ajax si frattura il perone della gamba destra terminando anzitempo la sua esperienza olandese con sole 7 apparizioni.
Il 27 agosto seguente dopo sette anni torna al Vélez Sarsfield con cui firma un contratto annuale con opzione.

### Nazionale
Nell'agosto 2016 viene convocato per la prima volta in nazionale dal CT. Edgardo Bauza per le partite di qualificazione al mondiale 2018 contro l'Uruguay ed il Venezuela; contro quest'ultima realizza la rete del pareggio argentino.

## Statistiche

### Presenze e reti nei club
Statistiche aggiornate al 6 dicembre 2024.
| Stagione                | Squadra                 | Campionato              | Campionato | Campionato | Coppe nazionali | Coppe nazionali | Coppe nazionali | Coppe continentali | Coppe continentali | Coppe continentali | Altre coppe | Altre coppe | Altre coppe | Totale | Totale |
| Stagione                | Squadra                 | Comp                    | Pres       | Reti       | Comp            | Pres            | Reti            | Comp               | Pres               | Reti               | Comp        | Pres        | Reti        | Pres   | Reti   |
| ----------------------- | ----------------------- | ----------------------- | ---------- | ---------- | --------------- | --------------- | --------------- | ------------------ | ------------------ | ------------------ | ----------- | ----------- | ----------- | ------ | ------ |
| 2007-2008               | Tigre                   | PD                      | 13         | 1          | -               | -               | -               | -                  | -                  | -                  | -           | -           | -           | 13     | 1      |
| 2008                    | Lyn Oslo                | ES                      | 16         | 1          | CN              | 1               | 0               | -                  | -                  | -                  | -           | -           | -           | 17     | 1      |
| 2009                    | Lyn Oslo                | ES                      | 15         | 3          | CN              | 3               | 3               | -                  | -                  | -                  | -           | -           | -           | 18     | 6      |
| Totale Lyn Oslo         | Totale Lyn Oslo         | Totale Lyn Oslo         | 31         | 4          |                 | 4               | 3               |                    | -                  | -                  |             | -           | -           | 35     | 7      |
| 2009-gen. 2010          | Boca Juniors            | PD                      | 2          | 0          | -               | -               | -               | -                  | -                  | -                  | -           | -           | -           | 2      | 0      |
| gen.-giu. 2010          | Unión                   | NB                      | 19         | 6          | -               | -               | -               | -                  | -                  | -                  | -           | -           | -           | 19     | 6      |
| 2010-2011               | Univ. Católica          | PD                      | 29+6       | 7+3        | CC              | 1               | 0               | CL                 | 10                 | 6                  | -           | -           | -           | 46     | 16     |
| 2011-feb. 2012          | Genoa                   | A                       | 14         | 1          | CI              | 2               | 2               | -                  | -                  | -                  | -           | -           | -           | 16     | 3      |
| feb.-giu. 2012          | Vélez Sarsfield         | PD                      | 12         | 2          | CA              | 1               | 0               | CL                 | 7                  | 1                  | -           | -           | -           | 20     | 3      |
| 2012-2013               | Vélez Sarsfield         | PD                      | 33         | 10         | CA              | 0               | 0               | CL+CS              | 7+6                | 1+2                | -           | -           | -           | 46     | 13     |
| 2013-2014               | Vélez Sarsfield         | PD                      | 35         | 12         | CA              | 0               | 0               | CL                 | 7                  | 3                  | -           | -           | -           | 42     | 15     |
| 2014                    | Vélez Sarsfield         | PD                      | 17         | 11         | CA              | 0               | 0               | CL                 | 0                  | 0                  | -           | -           | -           | 17     | 11     |
| 2015                    | Atlético Mineiro        | M1/MG+A                 | 10+36      | 6+13       | CB              | 2               | 0               | CL                 | 6                  | 3                  | -           | -           | -           | 54     | 22     |
| 2016                    | Atlético Mineiro        | M1/MG+A                 | 10+18      | 6+5        | CB              | 8               | 4               | CL                 | 10                 | 4                  | PL          | 1           | 0           | 47     | 19     |
| gen.-feb. 2017          | Atlético Mineiro        | M1/MG+A                 | 2+0        | 0          | CB              | 0               | 0               | CL                 | 0                  | 0                  | PL          | 1           | 0           | 3      | 0      |
| Totale Atlético Mineiro | Totale Atlético Mineiro | Totale Atlético Mineiro | 22+54      | 12+18      |                 | 10              | 4               |                    | 16                 | 7                  |             | 2           | 0           | 104    | 41     |
| 2017                    | San Paolo               | A1/SP+A                 | 7+35       | 5+7        | CB              | 4               | 2               | CS                 | 2                  | 0                  | -           | -           | -           | 48     | 14     |
| gen.-giu. 2018          | River Plate             | PD                      | 13         | 3          | CA              | 0               | 0               | CL                 | 14                 | 5                  | SA          | 1           | 0           | 28     | 8      |
| 2018-2019               | River Plate             | PD                      | 21         | 4          | CA+CS           | 4+4             | 4+3             | CL                 | 13                 | 2                  | Cmc         | 1           | 0           | 43     | 13     |
| 2019-2020               | River Plate             | PD                      | 17         | 0          | CA+CdL          | 5+4             | 0+3             | CL                 | 7                  | 2                  | RS          | 2           | 1           | 35     | 6      |
| 2020-gen. 2021          | River Plate             | PD                      | 7          | 2          | CdL             | 0               | 0               | CL                 | 0                  | 0                  | -           | -           | -           | 7      | 2      |
| Totale River Plate      | Totale River Plate      | Totale River Plate      | 58         | 9          |                 | 13              | 7               |                    | 34                 | 9                  |             | 4           | 1           | 109    | 26     |
| gen.-giu. 2021          | Feyenoord               | ED                      | 7          | 0          | CO              | 1               | 0               | UEL                | -                  | -                  | -           | -           | -           | 8      | 0      |
| 2021                    | Vélez Sarsfield         | PD                      | 5          | 1          | CdL             | 0               | 0               | -                  | -                  | -                  | -           | -           | -           | 5      | 1      |
| 2022                    | Vélez Sarsfield         | PD                      | 22         | 1          | CA+CdL          | 3+12            | 0+1             | CL                 | 12                 | 3                  | -           | -           | -           | 49     | 5      |
| gen.-giu. 2023          | Vélez Sarsfield         | PD                      | 20         | 3          | CA+CdL          | 0+0             | 0+0             | -                  | -                  | -                  | -           | -           | -           | 20     | 3      |
| Totale Velez Sarsfield  | Totale Velez Sarsfield  | Totale Velez Sarsfield  | 144        | 40         |                 | 16              | 1               |                    | 39                 | 10                 |             | -           | -           | 199    | 51     |
| lug.-dic. 2023          | Defensa y Justicia      | PD                      | 0          | 0          | CA+CdL          | 4+13            | 0+3             | CL                 | 6                  | 0                  | -           | -           | -           | 23     | 3      |
| 2024                    | Olimpia                 | DP                      | 39         | 5          | CP              | 1               | 0               | CS                 | 1                  | 0                  | -           | -           | -           | 41     | 5      |
| Totale carriera         | Totale carriera         | Totale carriera         | 480        | 118        |                 | 73              | 25              |                    | 108                | 32                 |             | 6           | 1           | 667    | 176    |

### Cronologia presenze e reti in nazionale
| Cronologia completa delle presenze e delle reti in nazionale ― Argentina | Cronologia completa delle presenze e delle reti in nazionale ― Argentina | Cronologia completa delle presenze e delle reti in nazionale ― Argentina | Cronologia completa delle presenze e delle reti in nazionale ― Argentina | Cronologia completa delle presenze e delle reti in nazionale ― Argentina | Cronologia completa delle presenze e delle reti in nazionale ― Argentina | Cronologia completa delle presenze e delle reti in nazionale ― Argentina | Cronologia completa delle presenze e delle reti in nazionale ― Argentina |
| Data                                                                     | Città                                                                    | In casa                                                                  | Risultato                                                                | Ospiti                                                                   | Competizione                                                             | Reti                                                                     | Note                                                                     |
| ------------------------------------------------------------------------ | ------------------------------------------------------------------------ | ------------------------------------------------------------------------ | ------------------------------------------------------------------------ | ------------------------------------------------------------------------ | ------------------------------------------------------------------------ | ------------------------------------------------------------------------ | ------------------------------------------------------------------------ |
| 1-9-2016                                                                 | Mendoza                                                                  | Argentina                                                                | 1 – 0                                                                    | Uruguay                                                                  | Qual. Mondiali 2018                                                      | -                                                                        | 70’                                                                      |
| 6-9-2016                                                                 | Mérida                                                                   | Venezuela                                                                | 2 – 2                                                                    | Argentina                                                                | Qual. Mondiali 2018                                                      | 1                                                                        |                                                                          |
| 11-10-2016                                                               | Córdoba                                                                  | Argentina                                                                | 0 – 1                                                                    | Paraguay                                                                 | Qual. Mondiali 2018                                                      | -                                                                        | 70’                                                                      |
| 15-11-2016                                                               | Rosario                                                                  | Argentina                                                                | 3 – 0                                                                    | Colombia                                                                 | Qual. Mondiali 2018                                                      | 1                                                                        | 78’                                                                      |
| 28-3-2017                                                                | La Paz                                                                   | Bolivia                                                                  | 2 – 0                                                                    | Argentina                                                                | Qual. Mondiali 2018                                                      | -                                                                        |                                                                          |
| Totale                                                                   |                                                                          | Presenze                                                                 | 5                                                                        |                                                                          | Reti                                                                     | 2                                                                        |                                                                          |

## Palmarès

### Club

#### Competizioni statali
- Campionato Mineiro: 1

Atlético Mineiro: 2015

#### Competizioni nazionali
- Campionato cileno: 1

Universidad Católica: 2010
- Campionato argentino: 1

Velez Sarsfield: 2012 (Inicial)
- Copa Argentina: 1

River Plate: 2018-2019
- Supercopa Argentina: 2

Velez Sarsfield: 2013
River Plate: 2017

#### Competizioni internazionali
- Coppa Libertadores: 1

River Plate: 2018
- Recopa Sudamericana: 1

River Plate: 2019

### Individuale
- Capocannoniere del campionato argentino: 1

2014
- Calciatore argentino dell'anno: 1

2014
- Miglior straniero del campionato brasiliano: 1

2015